# Jāņi

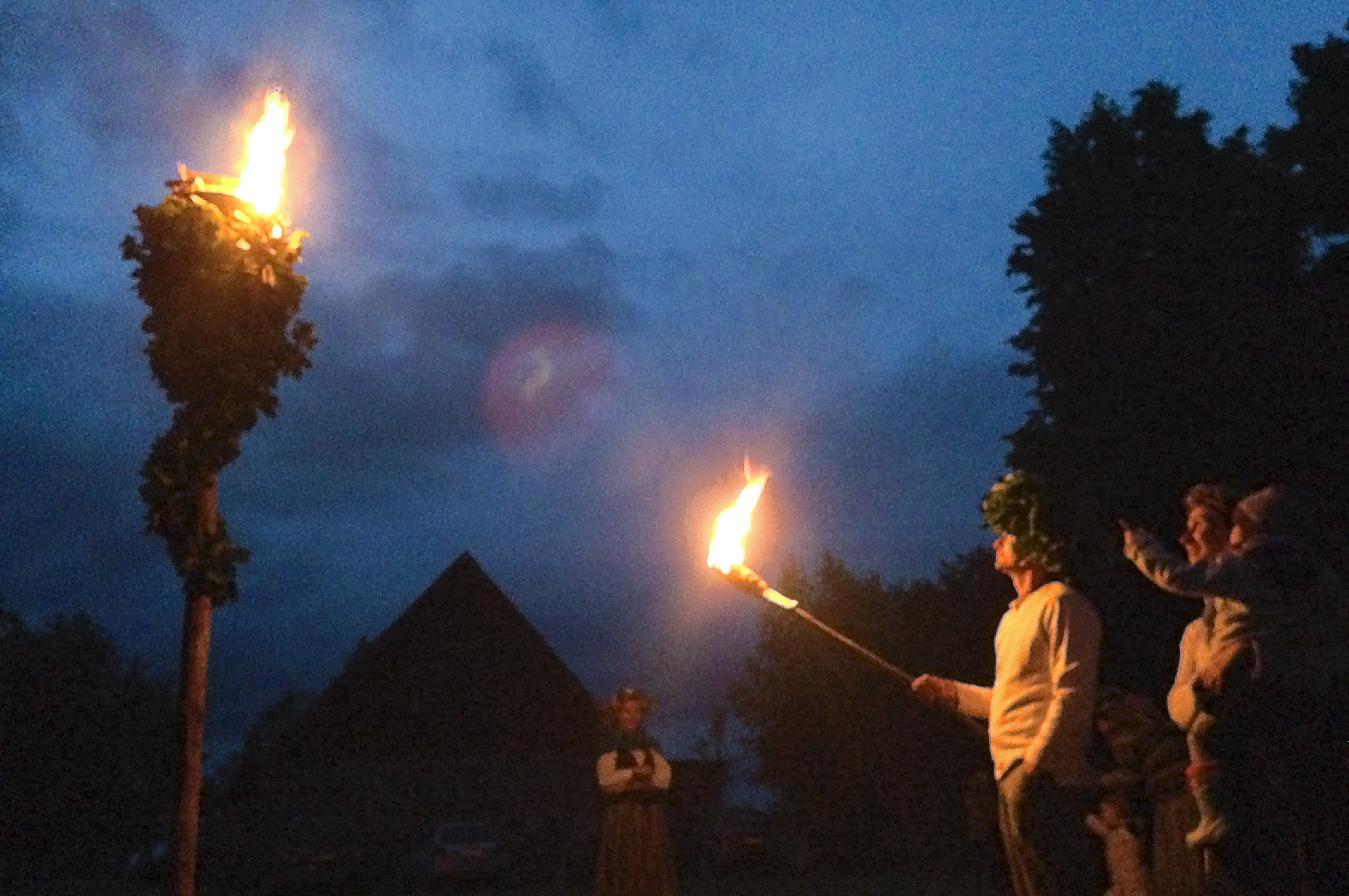
Un uomo con una corona di foglie di quercia che illumina un pūdele.

Con il termine Jāņi (IPA: jaːɲi) si designa una festività lettone che si celebra nei giorni 23-24 giugno, per festeggiare il solstizio d'estate, il giorno dell'anno con il maggior numero di ore di luce e con il minore di oscurità. Entrambi i giorni di Jāņi sono festa nazionale, e la gente solitamente li trascorre in campagna.

## Storia
Lo Jāņi era originariamente una festività pagana, ma dopo la cristianizzazione della Lettonia divenne associata alla ricorrenza del giorno di San Giovanni Battista (24 giugno). Ecco la motivazione per la quale lo Jāņi viene celebrato nei giorni 23-24 anziché 21-22, ossia quando avviene effettivamente il solstizio.

## Leggende
La tradizione vuole questi siano i giorni nei quali le forze della natura esprimano il massimo della loro forza, e nei quali il confine tra il mondo materiale e quello spirituale sia il più sottile. Nel passato, si credeva che streghe malefiche andassero in giro durante questo periodo; per questo motivo, la gente adornava le proprie abitazioni con rami di sorbo e spine, a scopo protettivo. Al giorno d'oggi, altre decorazioni sono popolari; tra le quali rami di betulla ma anche di quercia, fiori e foglie, specialmente di felce. Si indossano ghirlande fatte di fiori (per le donne) o foglie di quercia (per gli uomini). Nelle zone rurali si decora anche il bestiame.
Si crede anche che lo Jāņi sia il periodo perfetto per raccogliere le erbe, in quanto si crede che abbiano poteri magici. Altre pratiche paranormali durante lo Jāņi variano dalla predizione del futuro agli auspici per un buon raccolto e per la fertilità del bestiame.

Una famosa usanza di queste celebrazioni è rappresentata dalla ricerca del mitologico Fiore della Felce, siccome si crede che il fiore della felce sia un simbolo di una conoscenza celata. Attualmente, questo viene sostituito dall'avere rapporti sessuali. Ma ciononostante, non si hanno considerevoli aumenti nel tasso di natalità nel periodo marzo/aprile successivo Latvijas statistika.

## Tradizioni
Un altro importante elemento della festa è rappresentato dal fuoco: una fiamma deve essere tenuta accesa dall'alba al tramonto; solitamente questa è un falò, che viene tradizionalmente attraversato dalla gente saltando, per assicurarsi prosperità e fertilità.
Il cibo tradizionale della festa di San Giovanni è lo Jāņu siers, una tipologia di formaggio cagliato con uova e semi di cumino, mentre la bevanda tradizionale è la birra. Molte persone si fabbricano il formaggio in proprio, alcuni fanno lo stesso anche per la birra.

## Pericoli
Rappresentanti del Servizio Sanitario lettone spesso avvertono la popolazione di stare attenta in questi giorni: si riscontrano spesso problemi dovuti agli eccessi nel mangiare o nel bere, così come nel cattivo uso dei fuochi.